# Бархатница рокселана
Бархатница рокселана, или  Бархатница роксолана (Kirinia roxelana) — дневная бабочка из семейства Бархатницы.

## Описание
Длина переднего крыла 29—31 мм. Размах крыльев около 60 мм. Верхняя сторона крыльев желтовато-коричневая. На передних крыльях — большие оранжевато-красные пятна. Нижняя сторона передних крыльев большей своей частью окрашена в оранжевый цвет. У самки на нижней стороне переднего крыла с обеих сторон около вершины крыла имеется светлые пятна. Нижняя сторона задних крыльев серо-коричневого цвета, с заметными глазчатыми пятна.

## Ареал
Балканский полуостров, Кипр, Хорватия, Босния и Герцеговина, Румыния, Греция, Ближний Восток. Дважды вид приводился для территории Украины: для Бахмута Луганской области и Крыма; последующие исследователи эти данные не подтверждают, не найдены также и соответствующие коллекционные материалы. Скорей всего имели место ошибки определения или этикетирования материала.

## Биология
Время лёта с апреля по октябрь. Жизненный цикл плохо изучен. Яйца часто откладываются в щели коры деревьев и кустарников. Кормовые растения гусениц — различные виды злаковых, таких как Мятлик, Bromus, трясунка и Лисохвост.